# Bahnhof Schwabach

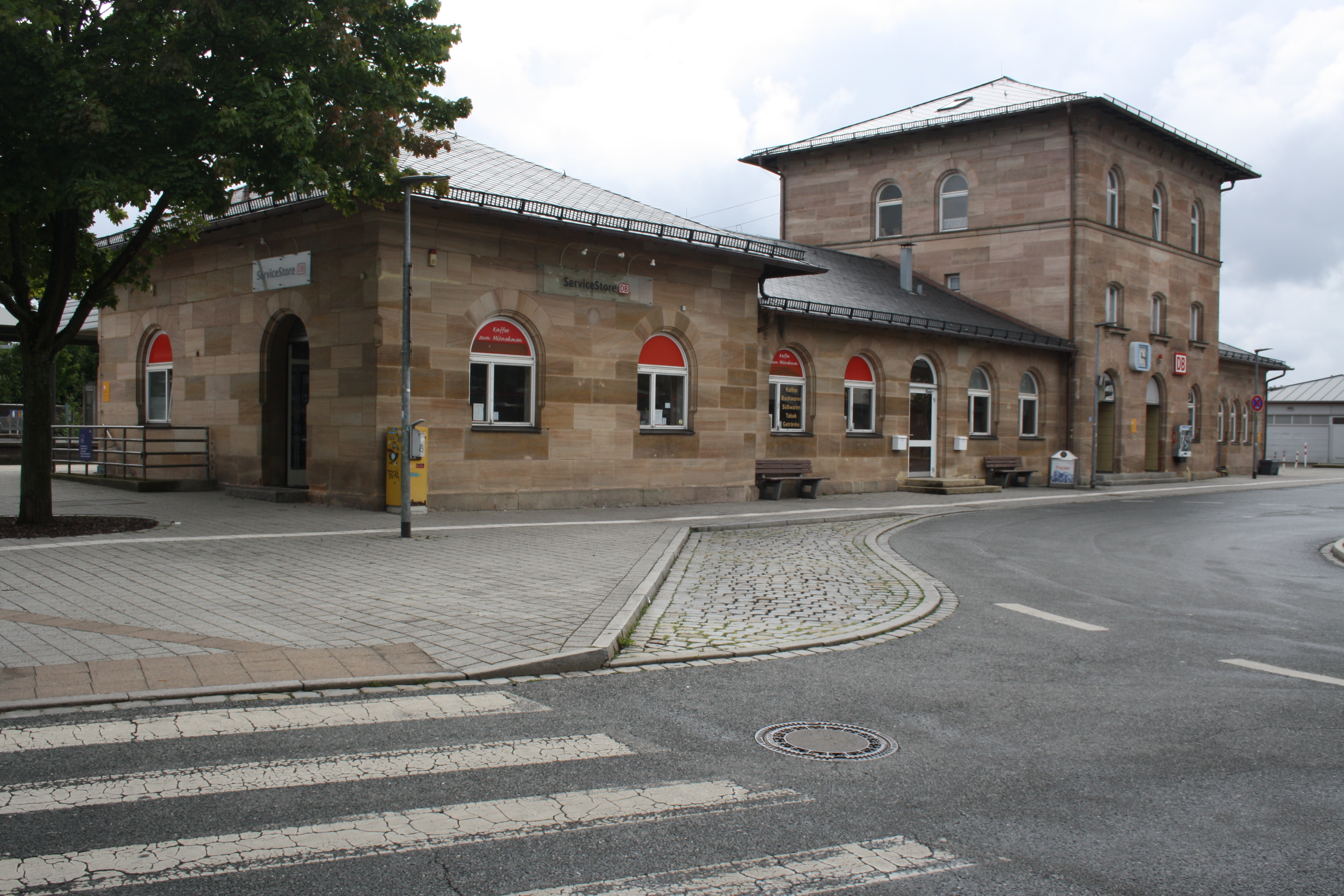
Straßenseite des Empfangsgebäudes

Der Bahnhof Schwabach ist ein Bahnhof in der kreisfreien Stadt Schwabach in Mittelfranken, Bayern. Er liegt an den parallel verlaufenden Bahnstrecken Treuchtlingen–Nürnberg und Nürnberg–Roth und ist ein wichtiger Verkehrsknotenpunkt.

## Geschichte
Der Bahnhof Schwabach wurde als Teil der Ludwig-Süd-Nord-Bahn errichtet. Um den Bahnhof näher an der Stadt bauen zu können, wurde die nördlich und südlich davon im Rednitztal verlaufende Strecke in einer größeren Ausbiegung nach Westen trassiert. Der Bahnhof wurde am 1. April 1849 zusammen mit dem Streckenabschnitt Nürnberg–Schwabach eröffnet. Am 1. Oktober 1849 folgte der Abschnitt Schwabach–Gunzenhausen.
Das Empfangsgebäude, ein dreigeschossiger, kubischer Sandsteinquaderbau mit Zeltdach und erdgeschossigen Seitenflügeln, wurde 1848 und 1849 von Gottfried von Neureuther erbaut. und am 19. November 1849 eröffnet. Im Laufe der Geschichte wurden verschiedene Umbauten und Renovierungen durchgeführt, um den steigenden Anforderungen gerecht zu werden. Im Jahr 1862 wurde das Expeditionsbüro in den Wartesaal II. Klasse verlegt und in beiden Wartesälen wurde eine Restauration eingerichtet. Dadurch wurde ein 1849 errichtetes Gebäude auf dem Bahnhofsvorplatz ersetzt. Im Jahr 1868 wurden die Arkadenöffnungen verschlossen. Zwischen 1878 und 1879 erfolgte ein Umbau des südlichen Flügels zu Büros, um ihn optisch dem nördlichen Flügel anzupassen.
1932 und 1934 wurden im Bahnhof Schwabach drei Stellwerke eröffnet: ein elektromechanisches Stellwerk der Bauform S&H 1912 als Befehlsstelle und zwei mechanische Wärterstellwerke der Bauform Einheit.
1969 wurden die drei Stellwerke durch ein zentrales Relaisstellwerk der Bauform Sp Dr S 60 ersetzt.
Der Bahnhof wurde mit dem Bau der im Rahmen der ersten Baustufe der S-Bahn Nürnberg errichteten und 2001 eröffneten Bahnstrecke Nürnberg–Roth umgebaut und um ein elektronisches Stellwerk erweitert. Der Bahnsteig der S-Bahn soll 2026 auf 76 cm Bahnsteighöhe abgesenkt werden (Stand: 2022).
Das Empfangsgebäude wurde unter Denkmalschutz gestellt.
Von 2013 bis 2014 wurde eine Aufzugsanlage errichtet, um den Bahnsteig an Gleis 2 und 3 barrierefrei erreichbar zu machen, der Bahnsteig der S-Bahn hatte schon beim Bau eine Aufzugsanlage erhalten.

## Lage und Erreichbarkeit
Der Bahnhof Schwabach befindet sich an der Bahnhofstraße in Schwabach. In der Umgebung des Bahnhofs gibt es verschiedene Parkmöglichkeiten für Autos und Fahrräder.

## Bahnanlagen
Der Bahnhof Schwabach verfügt über insgesamt sechs Hauptgleise. Es gibt zwei Mittelbahnsteige und einen Hausbahnsteig. Die Bahnanlagen wurden in den letzten Jahren komplett erneuert, um den aktuellen Standards zu entsprechen und einen reibungslosen Betrieb zu gewährleisten.
Südwestlich des Empfangsgebäudes steht eine GSM-R-Basisstation.

## Verkehr
2014 wurde der Bahnhof von 6800 Menschen täglich genutzt.
| Linie                                                                                      | Strecke | Takt |
| ------------------------------------------------------------------------------------------ | --- | --- |
| RE 16                                                                                      | Nürnberg – Schwabach – Roth – Treuchtlingen – Donauwörth – Augsburg | 120 Minuten                                                                                                   |
| RB 16                                                                                      | Nürnberg – Schwabach – Roth – Treuchtlingen – Ingolstadt – München | 120 Minuten                                                                                                   |
| RE 60                                                                                      | Nürnberg – Schwabach – Roth – Treuchtlingen | 60 Minuten1                                                                                                   |
| S2                                                                                         | Roth – Büchenbach – Rednitzhembach – Schwabach – Schwabach-Limbach – Katzwang – Reichelsdorfer Keller – Nürnberg-Reichelsdorf – Nürnberg-Eibach – Nürnberg-Sandreuth – Nürnberg-Steinbühl – Nürnberg Hbf – Nürnberg-Dürrenhof – Nürnberg Ostring – Nürnberg-Mögeldorf – Nürnberg-Rehhof – Nürnberg-Laufamholz – Schwaig – Röthenbach (Pegnitz) – Röthenbach-Steinberg – Röthenbach-Seespitze – Lauf West – Lauf (links Pegnitz) – Ottensoos – Henfenfeld – Hersbruck (links Pegnitz) – Happurg – Pommelsbrunn – Hartmannshof Stand: Fahrplanwechsel Dezember 2023 | 20/40 min (Roth–Schwabach) 20 min (Schwabach–Lauf) 20/40 min (Lauf–Hersbruck) 60 min (Hersbruck–Hartmannshof) |
| 1: montags–freitags tagsüber 2: Montag bis Freitag 60-Minuten-Takt, sonst 120-Minuten-Takt | 1: montags–freitags tagsüber 2: Montag bis Freitag 60-Minuten-Takt, sonst 120-Minuten-Takt | Stand: 11. Dezember 2022                                                                                      |

Der Bahnhof Schwabach wird auch von verschiedenen Buslinien bedient.

## Service und Einrichtungen
Der Bahnhof Schwabach bietet verschiedene Serviceleistungen und Einrichtungen für die Fahrgäste. Dazu gehören Fahrkartenautomaten, Informationsstände und Wartebereiche. Es gibt auch barrierefreie Zugänge und Einrichtungen für Menschen mit eingeschränkter Mobilität.